# Pădurea spânzuraților (roman)
Pădurea spânzuraților este un roman de război și de analiză psihologică scris de Liviu Rebreanu și publicat în 1922 de către Editura Cartea Românească din București. Romanul reia tema nuvelei anterioare „Catastrofa” (1919), completând-o cu evenimente inspirate din tragedia reală a fratelui scriitorului, sublocotenentul Emil Rebreanu, ce fusese condamnat la moarte și executat în mai 1917 prin spânzurare la Ghimeș pentru încercarea de a traversa frontul în scopul de a se alătura Armatei Române.:p. 3
Pădurea spânzuraților configurează un univers dominat de război și pândit de perspectiva morții prin spânzurare, prezentată chiar din primele scene ale romanului. Acțiunea romanului se petrece în timpul Primului Război Mondial. Romanul prezintă dilema morală a lui Apostol Bologa, un tânăr ofițer român din Armata Austro-Ungară, ce este trimis să lupte pe Frontul Românesc împotriva conaționalilor săi. Personaj șovăielnic, înclinat spre meditații filozofice și predispus la crize mistice, el suferă o dramă sufletească cauzată de conflictul între datoria sa de ofițer și sentimentul de apartenență la națiunea română.:p. 3:p. 221 Asistarea la execuția ofițerului ceh Svoboda (nume simbolic ce înseamnă „libertate” în limba cehă):p. 220 îl face să înțeleagă nedreptatea războiului și să-și pună probleme de conștiință, care vor duce la un final tragic.
Romanul a obținut „Marele premiu al romanului” acordat în 1924 de Societatea Scriitorilor Români și a fost tradus în peste douăzeci de limbi străine.:p. 168 El a stat la baza unui film omonim regizat de Liviu Ciulei după un scenariu scris de Titus Popovici, care a avut premiera la 16 martie 1965.:p. 112 Ecranizarea cinematografică a obținut Premiul pentru regie la Festivalul Internațional de Film de la Cannes (1965).:p. 182

## Rezumat
Apostol Bologa, fiul unui avocat român semnatar al Memorandului (1892), originar din satul Parva din apropiere de Năsăud, dobândește în familie o educație religioasă, dar își pierde credința în Dumnezeu după moartea tatălui său. Deși era student la Facultatea de Filozofie a Universității din Budapesta și nici nu urmase stagiul militar deoarece era fiu de văduvă, el se înrolează în Armata Austro-Ungară la începutul Primului Război Mondial:Cap. I.2 atât din ambiția juvenilă de a-și dovedi vitejia în fața logodnicei sale, Marta Domșa, ce era fermecată de uniformele militare ale ofițerilor unguri,:p. 288 cât și dintr-o suprastructură socială pe care o dobândise în școlile ungurești.:p. 379 După ce urmează cursurile școlii de artilerie, este trimis pe front. Luptă vitejește pe fronturile din Italia și Galiția și este rănit de două ori în următorii doi ani, fiind înaintat la gradul de locotenent și decorat de trei ori.:Cap. I.2

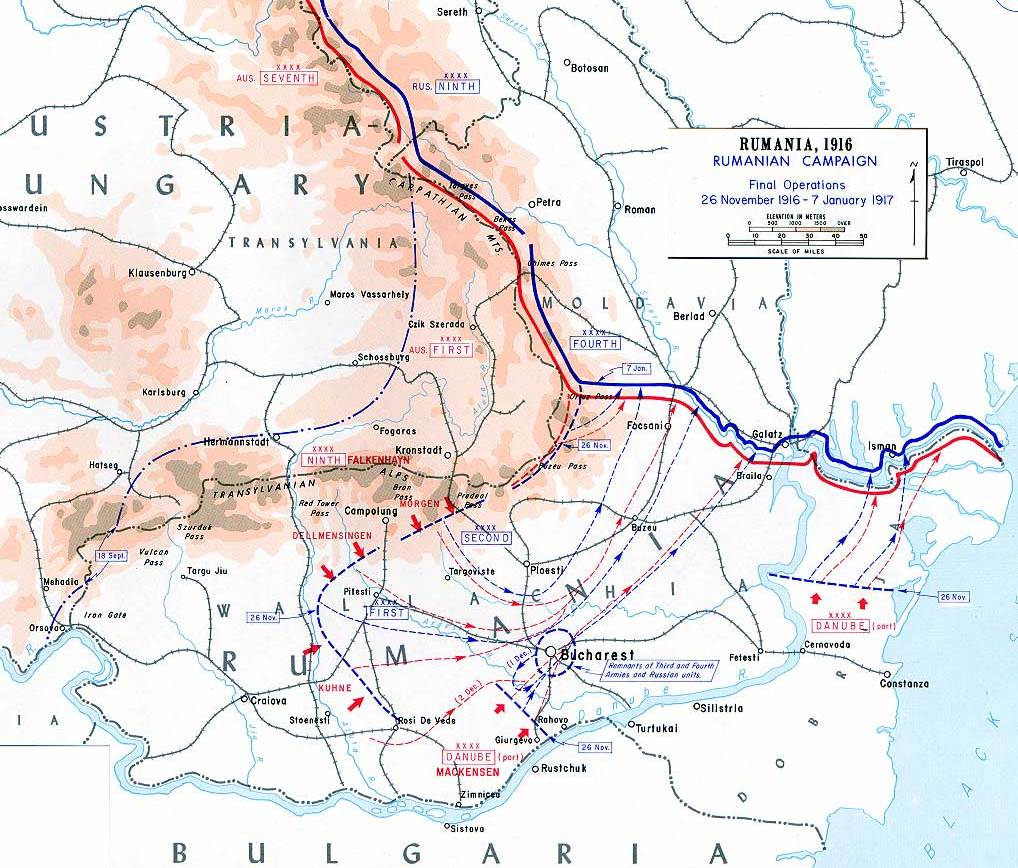
Frontul Românesc în 1916–1917. Bologa a fost repartizat în zona pasului Ghimeș-Palanca și a încercat să treacă de la vest la est.

Războiul devine concepția lui de viață, iar tânărul locotenent se simte un om al datoriei. Este cooptat în tribunalul militar care-l osândește la moarte pe ofițerul ceh Svoboda, surprins în timpul unei tentative de dezertare pe frontul din Galiția.:Cap. I.1:p. 379 Siguranța morală cu privire la vinovăția cehului este zdruncinată de o discuție de la popotă în care află motivele încercării de dezertare și de evocarea ulterioară de către căpitanul Klapka a unei păduri pline cu oameni spânzurați în urma unor acuzații de trădare.:Cap. I.4–5 Bologa începe să aibă mustrări de conștiință.:p. 379 Aflând că divizia sa va fi mutată pe frontul românesc, el trece printr-o criză psihologică și distruge un reflector rusesc cu speranța că-l va îndupleca pe generalul Karg să rămână pe frontul galițian sau să fie trimis pe frontul italian.:Cap. I.7–8 Nu reușește să-l convingă pe general și se hotărăște să dezerteze chiar în acea noapte, dar este grav rănit în urma unui atac neașteptat al rușilor.:Cap. I.9–11
După cinci luni de spitalizare, Bologa pleacă pe frontul din Carpații Orientali, iar generalul Karg dispune mutarea sa la coloana de muniții ce se afla în satul Lunca, cu o populație mixtă româno-maghiară.:Cap. II.1, 2, 4 Intenționează să treacă frontiera pentru a se alătura oștirii române, dar cade la pat din cauza epuizării, fiind îngrijit cu devotament de țărăncuța unguroaică Ilona, fiica gazdei sale, groparul Paul Vidor.:Cap. II.5–6 În cele din urmă, obține un concediu medical de o lună și se întoarce la Parva. Rupe logodna cu Marta, pe care o surprinde conversând încântată în ungurește cu un ofițer de honvezi, ce îi făcea curte, dându-și seama de frivolitatea și de necredința fetei și de faptul că a plecat la război doar pentru a-i îndeplini ei un capriciu.:Cap. II.7 Pentru a‑și salva reputația, Marta susține că ruperea logodnei se datorează faptului că a vorbit ungurește cu ofițerul de honvezi, iar această variantă este răspândită în sat.:Cap. II.8 Notarul Alexandru Pălăgieșu, fostul său prieten și un supus loial al statului dualist, îl acuză de crearea unei tulburări antinaționale și este izgonit cu brutalitate din casa familiei Bologa.:Cap. II.9 În zilele următoare, Apostol își regăsește credința în Dumnezeu și bucuria de a trăi.:Cap. II.10 Concediul îi este suspendat cu trei zile înainte de termen din cauza unui denunț al lui Pălăgieșu, iar ofițerul se întoarce pe front, plin de credință și de iubire.:Cap. II.11

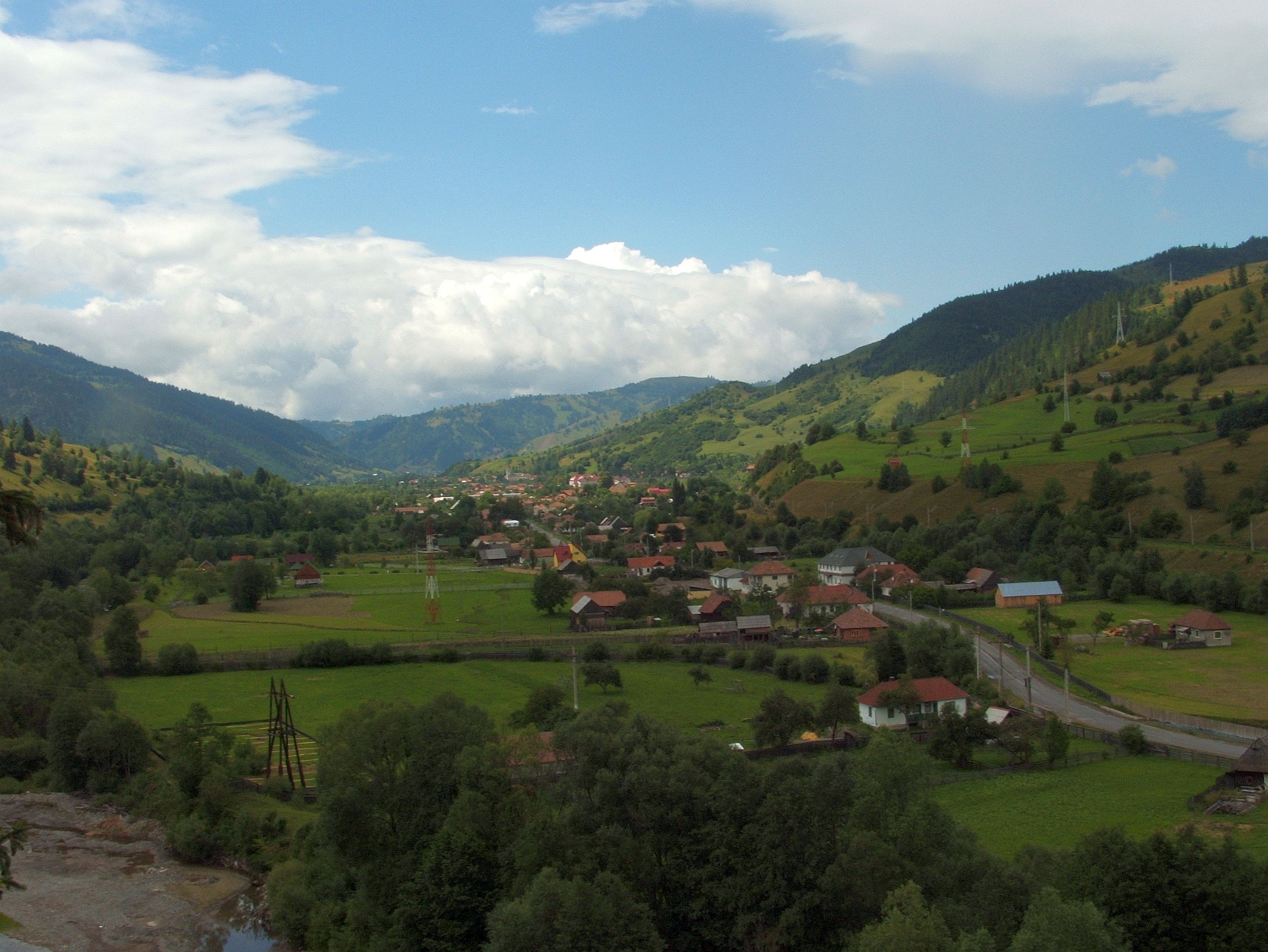
Satul Făget, aflat în acea perioadă în apropierea frontierei dintre Austro-Ungaria și România.

Revenit la Lunca, Apostol Bologa se logodește cu Ilona, dându-și seama că o iubește.:Cap. III.1, 6 Deoarece este folosit la munca de cancelarie, el consideră că situația sa este încă acceptabilă.:p. 289 În zilele de dinaintea Paștelui, mai mulți ostași români din Armata Austro-Ungară încep să dezerteze, iar comandanții militari dispun arestarea și spânzurarea țăranilor surprinși în apropierea frontului, acuzându-i pe nedrept de spionaj.:Cap. III.7 Bologa este chemat într-o seară la sediul comandamentului de divizie din Făget și numit de generalul Karg în juriul Curții Marțiale care urma să judece a doua zi 12 țărani români, învinuiți de fraternizare cu inamicul.:Cap. III.8–9
Refuzând să devină complice la condamnarea unor oameni nevinovați, el se hotărăște să traverseze liniile frontului pentru a ajunge la români, dar se rătăcește și este prins de o patrulă condusă de locotenentul maghiar Varga, vechiul său amic.:Cap. III.10–11 Cu ocazia percheziției se găsește asupra sa o hartă cu pozițiile trupelor, iar pretorul militar îl acuză de dezertare la inamic și trădare.:Cap. IV.1, 3 Bologa refuză cu încăpățânare să se apere în fața Tribunalului Militar, în ciuda insistențelor căpitanului Klapka, și este condamnat la degradare militară și moarte prin spânzurare.:Cap. IV.6 El își simte sufletul împăcat, în timp ce inima îi este inundată de iubirea care „îmbrățișează deopotrivă pe oameni și pe Dumnezeu, viața și moartea. (...) Cine n-o simte nu trăiește aievea; cine o simte trăiește în eternitate... Cu iubirea în suflet poți trece pragul morții, căci ea stăpânește și dincolo, pretutindeni, în toate lumile existente și inexistente...”.:p. 221 Moare în zorii zilei, detașat de lumea pământească, „cu ochii însetați de lumina răsăritului” și cu privirile îndreptate „spre strălucirea cerească”.:Cap. IV.8

## Structură
Romanul Pădurea spânzuraților este împărțit în patru părți (denumite de autor cărți), cu un total de 41 de capitole numerotate cu cifre romane și fără titluri. Gruparea cărților și capitolelor este realizată astfel::pp. 7, 79, 144, 201, 303
- Cartea întâi – cu 11 capitole;
- Cartea a doua – cu 11 capitole;
- Cartea a treia – cu 11 capitole;
- Cartea a patra – cu 8 capitole.

Fiecare dintre cele patru părți conține, potrivit caietului de creație, câte o idee dominantă și anume:
- „Partea întâi – Datoria.
- Partea a doua – Datoria dincolo de hotare. Dragostea de neam. [...] Ura lui moare și în locul ei naște iubirea pentru cei de un sânge cu dânsul. [...]
- Partea a treia – iubirea pentru toți oamenii. Iubirea lui cuprinde pe tot ce e om în lume.
- Partea a patra – Iubirea morții. Nu-i bună alcătuirea aceasta care ucide pe om mai rău ca însăși natura, care pune civilizația în slujba măcelului omenesc.”

## Personaje
- Apostol Bologa — locotenent român, originar din Parva. Este fiul avocatului Iosif Bologa (urmaș al unui fruntaș din Răscoala lui Horea ce fusese tras pe roată și care a fost condamnat în procesul Memorandului și a făcut doi ani de închisoare) și al Mariei Hogea (fiică de medic, urmaș al unui subprefect din vremea revoluției lui Avram Iancu). A urmat studiile primare în satul natal, gimnaziul la Năsăud, devenind apoi student la Facultatea de Filozofie a Universității din Budapesta. După începerea războiului, se înrolează în armată din ambiția juvenilă de a-și demonstra vitejia în fața logodnicei sale, Marta Domșa. Este avansat ofițer de artilerie și luptă pe fronturile din Italia și Galiția, fiind rănit de două ori și decorat de trei ori.[8]:p. 33
- Otto Klapka — căpitan ceh, originar din Znaim, în vârstă de aproape 35 de ani.[8]:p. 9 A urmat școala de ofițeri, dar nu i-a plăcut viața militară, așa că a urmat apoi Facultatea de Drept și a profesat ca avocat. S-a căsătorit cu fata unui profesor și are cinci copii. Intenționează să dezerteze de pe frontul italian, împreună cu alți trei ofițeri cehi, dar renunță dintr-o lașitate[9]:p. 289 pe care și-o recunoaște ulterior („Mă înăbușe lașitatea, Bologa!”).[8]:p. 48 Este transferat pe frontul din Galiția și numit în postul de comandant al divizionului al doilea din Regimentul 50 Artilerie, din care face parte și Apostol Bologa. Este descris de autor ca mijlociu ca statură și cu puțină barbă, „care-i dădea o înfățișare de milițian sedentar”.[8]:p. 9
- Varga — locotenent de husari, ofițer activ de etnie maghiară, nepotul profesorului de filozofie de la Budapesta. Este tânăr și îngâmfat și are ambiția să fie socotit un mare cunoscător de cai. Bologa îl considera „gol și fudul”, dar cu „un suflet deschis și leal”.[8]:p. 38
- Gross — locotenent evreu, inginer la o fabrică de mașini din Budapesta. Este adept al ideologiei socialiste și al teoriei revoluției mondiale. Comandă o companie de pionieri. Autorul îl descrie ca fiind „uscățiv, slăbit, cu barbișon retezat și cu ochii mici, negri, fulgerători (...). Vorbind, se aprindea repede, iar vocea lui aspră, neplăcută, devenea mlădioasă și cuceritoare”.[8]:p. 38
- Cervenco — căpitan rutean, profesor la un liceu din Stanislau. Refuză să poarte armă din considerente religioase și afirmă că „mai bine și-ar tăia mâinile decât să tragă asupra unor bieți oameni ca și dânsul”. Este descris de autor ca un „om voinic, spătos, cu o barbă cafenie care-i acoperea aproape tot pieptul și cu niște ochi în care plângea veșnic o suferință tainică”.[8]:p. 37
- Meyer — medic militar german, permanent ursuz din cauza faptului că suferă de insomnie.[8]:p. 42 Insistă pe lângă general ca Bologa să primească o lună de concediu de convalescență.[8]:p. 115
- Petre — ordonanța lui Apostol Bologa. Este un țăran din Parva, în vârstă de peste treizeci de ani, „înalt, spătos, cu mâinile ca niște lopeți, cu obrajii osoși și cu ochii nespus de blânzi, în care pâlpâia evlavie și resemnare”.[8]:p. 51 Are cinci copii. Îi fusese recomandat lui Apostol de mama sa și îl slujea pe ofițer „cu o credință de câine, fericit că l-a scos din foc”.[8]:p. 51
- generalul Karg — comandantul diviziei. Este descris de autor ca un „om scurt și gros, cu fața urâtă și aspră, mohorâtă de mustăți burzuluite, sfredelită de niște ochi rotunzi, ale căror priviri, țâșnind de sub sprâncene foarte late și veșnic încruntate, păreau două pumnale veninoase”.[8]:p. 67 Manifestă un comportament intransigent și brutal în relațiile cu subordonații săi.[4]:p. 221
- Paul Vidor — țăran maghiar din Lunca, de meserie tâmplar. Are un lot mare de pământ și lucrează de 11 ani, de când a rămas văduv, ca gropar.[8]:p. 98 A fost pus primar de către autoritățile militare române.[8]:p. 99 Are doi copii: un băiat ce a murit pe frontul rusesc și o fată.[8]:p. 98
- Ilona — fiica groparului Vidor, în vârstă de 18 ani.[8]:p. 95 Cunoaște un pic de românește.[8]:p. 97 Îl îngrijește cu devotament, timp de două săptămâni, pe Bologa, în perioada bolii acestuia.[8]:pp. 114–115
- Constantin Boteanu — preot român din Lunca, prieten din copilărie al lui Apostol Bologa.[8]:p. 93 Este cu trei-patru ani mai mare decât Bologa.[8]:p. 25 A fost ridicat de autoritățile maghiare înainte de intrarea oștilor române în sat și deportat în apropiere de Dobrițin, reușind să se întoarcă după câteva luni.[8]:p. 93 Se teme să vorbească românește[8]:p. 93 și refuză să-l ajute pe Bologa de frica autorităților.[9]:p. 290[8]:p. 109
- Maria Bologa — fiica medicului Hogea din Parva, urmaș al unui subprefect din vremea revoluției lui Avram Iancu,[8]:p. 21 soția lui Iosif Bologa și mama lui Apostol Bologa. A crescut în internatul de fete de la Sibiu[8]:p. 21 și are o profundă credință religioasă pe care încearcă să i-o transmită fiului ei.[8]:p. 22 Se opune logodnei lui Apostol cu Marta Domșa[8]:p. 30 și înrolării acestuia în armată.[8]:p. 31
- protopopul Groza — preot bătrân și văduv din Parva, care i-a cununat pe părinții lui Apostol Bologa și a fost unul dintre sfătuitorii familiei. A predicat de la amvon ca sătenii să nu-și lepede limba strămoșească și nici credința în Dumnezeu, fiind denunțat autorităților de notarul Pălăgieșu și trimis într-o închisoare din Ungaria, în ciuda faptului că avea vârsta de 80 de ani.[8]:p. 34
- Domșa — avocat din Parva, după moartea lui Iosif Bologa. S-a îmbogățit în câțiva ani și încearcă să-și logodească singura fiică cu Apostol Bologa, căruia îi prevede un viitor strălucit.[8]:p. 29
- Marta Domșa — fiica avocatului Domșa, „o fetiță de vreo șaptesprezece ani, drăgălașă și isteață cum nu s-a mai pomenit pe valea Someșului, și care, pe deasupra, avea o zestre boierească”.[8]:p. 30 Este cochetă și ușuratică[8]:p. 30 și, după ce se logodește cu Apostol, îl împinge să se înroleze în armată.[8]:p. 32[10]:p. 379
- Alexandru Pălăgieșu — notarul din Parva, prieten din copilărie al lui Apostol Bologa. Este cu trei ani mai mare decât Bologa[8]:p. 25 și un susținător vajnic al autorității statului.[8]:p. 29 Se comportă ca un renegat: îl denunță pe bătrânul protopop Groza ca inamic al statului și afirmă că nu-i va permite nici tatălui său să tulbure liniștea cetățenilor.[9]:p. 289

## Scriere și publicare

### Ideea romanului
Contradicțiile naționale din Austro-Ungaria au răscolit puternic conștiința lui Liviu Rebreanu în anii Primului Război Mondial. Scriitorul rămăsese în zona ocupată a României, fiind arestat de autoritățile germane ca dezertor din Armata Austro-Ungară și nevoit să se ascundă după ce reușise să evadeze. A reușit să ajungă în final în Moldova, unde a fost întâmpinat cu suspiciune. Peripețiile sale au fost descrise în nuvela „Calvarul” (1919), al cărei personaj principal, poetul și gazetarul ardelean Remus Lunceanu, „cu părul alb, ca oaia”, este de fapt autorul.:p. 286 El a mai scris și alte nuvele axate pe tema războiului: „Hora morții” (1916), „Ițic Ștrul, dezertor” (1919) și „Catastrofa” (1919).
Ideea scrierii acestui roman datează de la sfârșitul anului 1918, când un prieten i-a arătat lui Liviu Rebreanu o fotografie ce reprezenta o pădure plină cu cehi spânzurați în spatele frontului austriac din Italia. Militarii cehi spânzurați făceau parte din Armata Austro-Ungară și refuzaseră să lupte pe frontul din Boemia,:pp. 136–137 fiind considerați „trădători de patrie” (Landesverräter). Prietenul său urma să o prezinte ca document fotografic în dosarele delegației române la Conferința de Pace de la Paris pentru a demonstra cum au fost tratați cehoslovacii de către conducătorii monarhiei austro-ungare. „Fotografia m-a impresionat puternic și m-a urmărit multă vreme. Auzisem că execuții similare ar fi suferit și mulți români. Mi se povestise că chiar la Bistrița, deci în țara mea, au fost spânzurați mai mulți preoți și țărani români bucovineni”, a mărturisit scriitorul.
Rebreanu tocmai terminase de scris nuvela „Catastrofa”, în care ofițerul ardelean de origine română David Pop era silit să lupte împotriva armatelor românești, fiind măcinat de sentimentul vinei.:p. 287 Impresionat de fotografia pe care tocmai o văzuse, scriitorul a hotărât să reia frământările sufletești ale eroului nuvelei într-un roman intitulat Pădurea spânzuraților.:pp. 169–170 Ideea creativă a autorului era următoarea: „voi face o asemenea pădure cu spânzurați în Bucovina, unde oamenii executați vor fi toți români. Eroul meu, văzând atâția români uciși de către înșiși conducătorii patriei pentru care luptă și-și primejduiește viața, se revoltă și sfârșește în ștreang, în aceeași pădure, după ce zadarnic a încercat să treacă dincolo, la români”. Personajul principal urma să poarte numele Virgil Bologa:pp. 136–137 și să fie student în filozofie și locotenent de artilerie.:p. 175 Generalul care urma să-l condamne la moarte purta numele Kandl.:pp. 142–143 Numele de familie al personajului principal a fost luat de scriitor dintr-o listă lungă de nume românești sonore, pe care o alcătuise mai demult, după cum i-a mărturisit mai târziu medicului și publicistului Valeriu Bologa, și provenea de la Iacob Bologa (1817–1888), personalitate din trecutul cultural al Transilvaniei care a îndeplinit funcția de președinte al ASTREI (1875–1877).
Rebreanu lucra în acea perioadă la transcrierea pentru tipar a romanului Ion, așa că a amânat scrierea noului roman, deși subiectul respectiv îl preocupa constant. Concepe proiectul unei nuvele cu titluri provizorii, „Moartea” sau „Pasiunea morții”, ce urma să aibă 70 de pagini: „Ofițerul în armata austriacă; român. Patru ani se bate. Nu mai poate. Trebuie să plece la cei din față unde-i dreptatea lui. Condamnat la moarte, nu scoate nicio vorbă. Când să tragă deschide gura. Nimic. Vrea moartea” (Caiete, p. 35).:p. 172 Personajul principal urma să poarte numele Virgil Bologa, ce va fi păstrat timp de câteva luni în proiecte; el avea în această versiune un frate peste munți și o ordonanță sârbă și era originar din Maieru. Acțiunea nuvelei era întinsă pe o perioadă mai scurtă de timp și se petrecea exclusiv pe frontul românesc. Ca un semn de încredere pentru faptul că timp de trei ani își făcuse datoria cu cinste, ofițerul român este cooptat de superiorii săi în curtea marțială care urma să-i judece pe trădători. Confruntarea cu propria sa conștiință îl determină să încerce să treacă la români, dar va fi prins, judecat și spânzurat. Ulterior, scriitorul se răzgândește și decide să scrie un roman.:p. 172

### Documentarea cu privire la moartea lui Emil Rebreanu
Câteva luni mai târziu, în primăvara anului 1919, Liviu Rebreanu a aflat de la un prieten din copilărie (învățătorul Dariu Pop,:pp. 182, 517 ce fusese ofițer în rezervă în Armata Austro-Ungară):pp. 136–137 că fratele său mai mic, Emil (1891–1917), care lupta ca ofițer artilerist în Armata Austro-Ungară și fusese adus pe frontul românesc pentru a lupta împotriva românilor, a încercat să treacă la români, dar a fost prins, condamnat și executat încă din mai 1917. Nu se cunoștea locul execuției și nici alte amănunte, familia Rebreanu crezând până atunci că Emil ar fi fost prizonier undeva prin Rusia. Vestea a zguduit profund sufletul scriitorului, după cum își amintea soția sa, Fanny,:pp. 136–137 iar acesta și-a reproșat că l-a putut ajuta pe fratele său să ajungă la București. Un alt frate, Virgil (1897–1917), care se înrolase ca voluntar pentru a încerca să fugă în Italia, unde să urmeze studii de pictură, fusese rănit în 1916 și trimis în prima linie pe frontul rusesc, deși nu era refăcut complet. Acolo a fost rănit de explozia unui obuz în martie 1917 și a suferit o paralizie progresivă, murind după două luni de suferință într-un spital din Budapesta, la 16 mai 1917, deci la două zile după executarea lui Emil.
Potrivit lui Stancu Ilin, prima pagină a romanului a fost scrisă încă din 20 februarie 1919. Scrierea romanului este amânată, fiind reluată peste trei luni (în perioada 2–13 mai 1919).:p. 166 Nuvela „Catastrofa” apăruse în aprilie 1919 în magazinul ilustrat Lectura pentru toți. Prima variantă a fost scrisă anevoios în perioada 2 mai 1919 – 29 august 1919 și conținea 21 de file, fiind completată cu alte opt pagini după vizita autorului la Beclean. Ea se suprapune cu capitolele 7, 8, 9 și 10 din Cartea întâi a romanului și cuprinde refuzul ofițerului de a lupta contra românilor, gândul dezertării, spargerea reflectorului, decorarea, discuția cu comandantul diviziei pentru a obține mutarea pe un alt front și discuția dintre Bologa și Klapka, în care căpitanul ceh încearcă să-l convingă inutil pe Bologa să renunțe la intenția de a dezerta. Analiza psihologică lipsea din această variantă, ca și ezitările personajului între simțul datoriei și conștiința sa națională, în timp ce puține personaje erau abia schițate: căpitanul Klapka, ordonanța Ionică (ulterior Petre) și generalul Kandl (ulterior Karg).:p. 187
Fără îndoială că dificultățile întâmpinate în descrierea războiului și a câmpului de luptă se datorau și faptului că autorul nu participase la război nici măcar ca observator. Rebreanu consemnează în Jurnal I, p. 358, că descrierea atmosferei frontului a fost făcută pornind de la reportajele de război publicate în ziarele austriece: „… scenele de război și descrierile câmpului de luptă din Pădurea spânzuraților, atât de profunde, sunt făcute fără ca autorul să fi participat, el n-a văzut niciodată nici măcar o tranșee, sau o rețea de sârmă ghimpată. Decorul și atmosfera admirabil redate sunt sugerate de reportagiile de război ale timpului, apărute în presa austriacă”.
Scriitorul își vizitează apoi familia la Beclean, citind scrisorile rămase de la Emil, după care, potrivit lui Tiberiu Rebreanu, ar fi realizat o documentare riguroasă în Nușfalău, Năsăud, Ilva Mare, Ilva Mică și Bistrița „unde urmele se opresc”. El obține actul de acuzare și sentința de condamnare de la fratele său, Iulius, putând încadra în timp sfârșitul lui Emil. Informațiile reale l-au ajutat să cristalizeze partea finală a romanului, încorporând și suferințele lui Emil. Numele comandantului diviziei este modificat acum din cel de Kandl în cel de Karg, așa cum se numea generalul ce semnase sentința de condamnare a lui Emil Rebreanu.:pp. 142–143 Puia Florica Rebreanu, fiica autorului, afirmă că un popas „de câteva ceasuri”, la Beclean, l-ar fi determinat pe scriitor să-l separe pe eroul cărții de persoana reală a fratelui său, Emil. Ficțiunea începe să domine, iar personajul principal va primi numele Apostol Bologa.
După ce a terminat transcrierea romanului Ion, Rebreanu începuse de vreo patru ori să scrie Pădurea spânzuraților, redactând de fiecare dată între 30 și 50 de pagini. Nu-și găsea ritmul și nu putea să-și imagineze atmosfera frontului. În unele nopți, i se părea că aude unele bătăi ușoare în fereastră, fără să găsească pe nimeni: „Mă înverșunam în fiecare noapte și lucrul era în zadar. În schimb, în vreme ce scriam, în liniștea apăsată, am început să percep niște bătăi ușoare în fereastra mea, delicate ca ale unor degete imateriale. Deschideam, cercetam întunericul. Nu era nimeni și nimic... Când însă bătăile acestea misterioase s-au repetat nopți de-a rândul, insistent – fiindcă sunt, repet, credincios și superstițios – mi-am zis că nu poate fi decât sufletul fratelui meu, care cere îngrijirea creștinească ce nu i-a fost desigur acordată”.
Soția sa nu credea în prezența supranaturală a spiritului fratelui său, dar pentru a risipi tulburarea scriitorului i-a sugerat să plece împreună pentru a cerceta locurile unde și-a trăit Emil ultimele zile și a afla ce s-a petrecut atunci. Convins, scriitorul a plecat la 20 mai 1920 într-o călătorie de documentare la Ghimeș.:pp. 142–143 A vizitat ultima locuință a lui Emil Rebreanu de la Făget și casa primarului de pe vremuri unde avusese loc judecarea sa, a vorbit cu preotul român care-i fusese prieten și căruia nu i s-a permis să asiste la execuție și cu o fată de țăran sprintenă și frumușică, care păstra câteva scrisori de la el, a primit de la primar șapca fără cozoroc a ofițerului. Cu ajutorul groparului din sat, el a descoperit mormântul lui Emil Rebreanu într-o livadă de la marginea fostei frontiere. La 2 octombrie 1921, Liviu Rebreanu a fost prezent la exhumarea rămășițelor pământești ale fratelui său și reînhumarea lor pe pământul fostului Vechi Regat Român, peste pârâul care fusese graniță (de la Ghimeș la Palanca), așa cum fusese ultima sa dorință. Reînhumarea a avut loc într-un cadru oficial, cu concursul societății „Mormintele eroilor căzuți în război”.

### Reluarea lucrului la roman

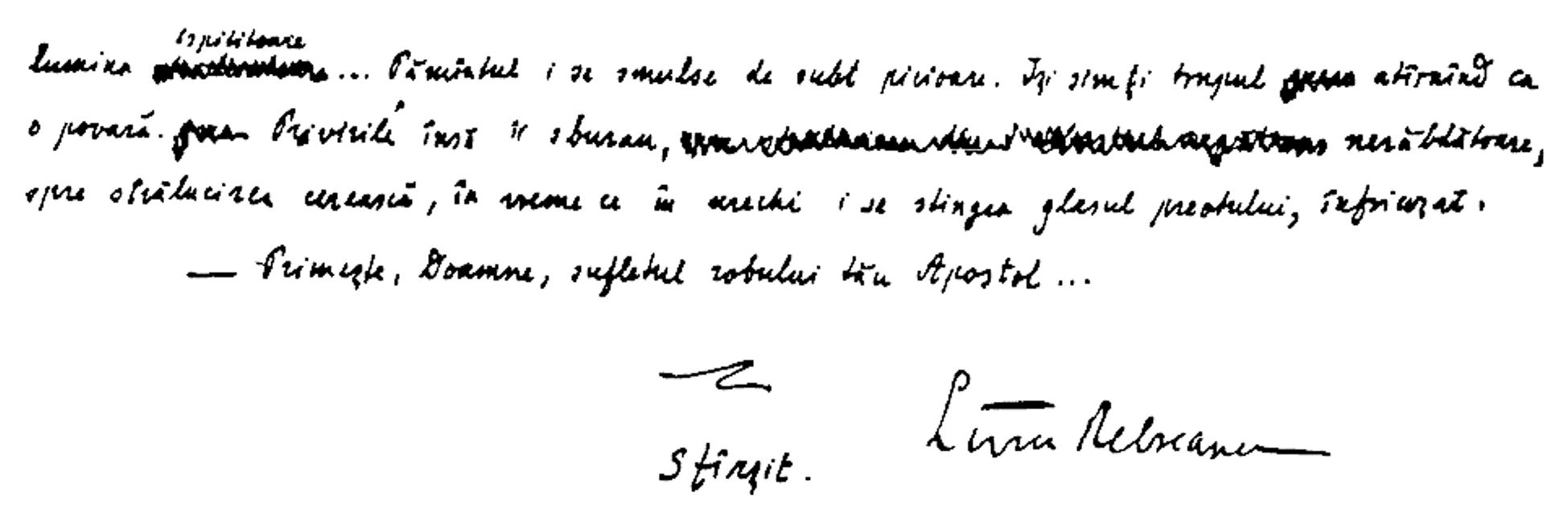
Partea finală a manuscrisului, semnat de autor.

Reîntors la București, Liviu Rebreanu a reluat lucrul la roman, fără a mai fi deranjat de bătăile în geam, și a găsit un început care l-a mulțumit. În timpul scrierii s-a îmbolnăvit din cauza unui flegmon în gât. O ultimă experiență i-a fost furnizată în clipele de suferință, când se aflau alături de el soția sa și dramaturgul Mihail Sorbul. În timp ce ațipise, scriitorul a gemut groaznic și a simțit o stare de sufocare pe care a asemănat-o cu senzația pe care o trăiește un om aflat în ștreang. A cerut hârtia și condeiul și a descris această senzație.:pp. 149–150
Soția sa citea în fiecare dimineață fragmentele de roman scrise în noaptea anterioară și se simțea impresionată până la lacrimi. Aflând aceste impresii, Liviu Rebreanu a afirmat: „Mă bucur, am dorit mult ca Pădurea spânzuraților să nu fie numai o carte de război, ci, mai ales una de suflet”.:pp. 149–150
Prima variantă integrală a fost scrisă în decursul a 90 de zile (15 decembrie 1921 – 27 iunie 1922), manuscrisul având 338 de file.:p. 166 Personajul Apostol Bologa este în această versiune fiul preotului Iosif Bologa din Monor, care „înafară de veniturile parohiale, mai avea și o moșioară frumușică, rămasă parte de la tatăl său, parte adusă ca zestre”, în timp ce preoteasa era o „româncă înfocată” ce se asemăna cu doamna Herdelea din Ion.:pp. 188–189 Există unele episoade inedite ce nu vor apărea în varianta finală: o discuție cu generalul după execuția lui Svoboda; un dialog purtat în tranșee între Bologa și Cervenco cu privire la război; o vizită făcută de doamna Bologa în spitalul militar din Târgu Mureș, după ce Apostol fusese rănit; fraternizarea „intelighenței românești și ungurești” monorene de la cazină; o scrisoare emoționantă a lui Apostol trimisă din temniță mamei sale, precum și un scurt capitol final în care Ilona venea în zorii zilei să-și plângă iubirea pe mormântul logodnicului ei.:p. 6
Versiunea finală a romanului a fost transcrisă de autor în perioada 5 iulie – 17 noiembrie 1922, în casa de pe strada Primăverii nr. 19, cartierul Bisericii Amzei, București, dar și la Iași.:p. 166 Rebreanu a eliminat episoadele menționate mai-sus, a atenuat accentele mistice și naționaliste și a rescris unele construcții greoaie. Ultimul capitol a fost eliminat deoarece lirismul său afecta sobrietatea prozei obiective.:p. 228 Timpul transcrierii diferă de la capitol la capitol: Cartea întâi – 87 de zile; Cartea a doua – 25 de zile; Cartea a treia – 14 zile și Cartea a patra – 5 zile.:p. 189

### Publicarea
Romanul a fost publicat în decembrie 1922 de către Editura Cartea Românească din București, după ce fusese tipărit în perioada octombrie–decembrie 1922 în atelierele societății anonime «Cartea Românească». El conținea următoarea dedicație: „În amintirea fratelui meu, Emil, spânzurat de unguri, pe frontul românesc, în anul 1917.”,:p. 181 care a fost modificată de la a opta ediție în cea de „În amintirea fratelui meu, Emil, executat de austro-unguri, pe frontul românesc, în anul 1917.”.:p. 6
Pădurea spânzuraților a obținut „Marele premiu al romanului” acordat în 1924 de Societatea Scriitorilor Români, pe baza deciziei unei comisii formate din Mihail Sadoveanu, Octavian Goga, Mihail Dragomirescu și Garabet Ibrăileanu.:p. 11
Romanul a fost tipărit în timpul vieții lui Rebreanu în unsprezece ediții, dintre care primele șapte au fost editate de Editura Cartea Românească (1922 – două ediții, 1925, 1926, 1928, 1932 și 1938), iar ultimele patru (greșit numerotate) au apărut la Editura Socec astfel: X (1940), X (1942), XI (1942) și XII (1944). Autorul a efectuat unele modificări stilistice în edițiile I (1922), III (1925), IV (1926), V (1928), VII (1938) și X (1940), celelalte ediții fiind simple continuări de tiraje. Cartea a avut parte de succes public, ajungând în 1936 la un tiraj de 30—34.000 de exemplare.:p. 416
Reacțiile critice de la vremea publicării romanului au fost în general pozitive, printre cei care au semnat cronici fiind Cezar Petrescu (în revista Gândirea), Tiberiu Moșoiu, Octav Botez, Gheorghe Bogdan-Duică, Mihail Dragomirescu, Pompiliu Constantinescu, Constantin Gerota, Ion Dobre, Radu Dragnea (colaborator al revistei Gândirea – în 1927) și Scarlat Struțeanu (colaborator al revistei Flacăra – în 1932).:p. 169 Primirea nu a fost totuși entuziastă, fiind semnalate unele stângăcii în exprimarea literară a autorului care ar scădea valoarea scrierii. Nemulțumit, Perpessicius considera că aprecierile critice nu se ridicau la înălțimea operei.

## Asemănări cu tragedia lui Emil Rebreanu

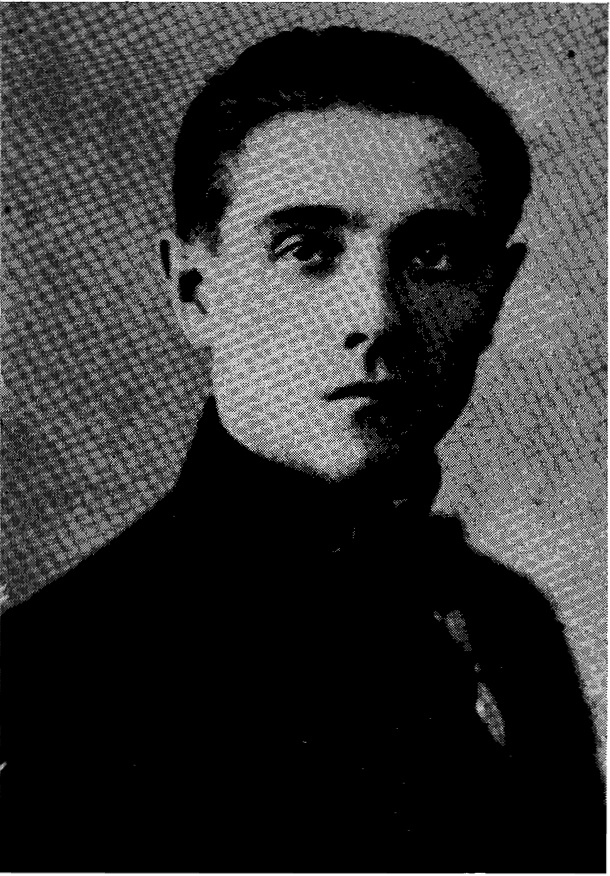
Emil Rebreanu în 1916.

Romanul Pădurea spânzuraților a fost dedicat fratelui mai mic al scriitorului, Emil Rebreanu, fiind precedat de următoarele cuvinte: „În amintirea fratelui meu, Emil, executat de austro-unguri, pe frontul românesc, în anul 1917.”.:p. 181:p. 6
Emil Rebreanu s-a născut la 17 decembrie 1891 într-o familie greco-catolică din Maieru, comitatul Bistrița-Năsăud (azi în județul Bistrița-Năsăud) și, după ce a absolvit liceul în 1913, a devenit student la Facultatea de Drept a Universității „Franz Josef” din Cluj, fiind nevoit să-și întrerupă studiile din cauza izbucnirii războiului. S-a încorporat ca voluntar în Armata Austro-Ungară în august 1914.:p. 11 În decursul unui an de luptă, el a fost avansat la gradul de sublocotenent în Armata Austro-Ungară. A luptat în Rusia și în Galiția, suferind răni multiple. Rebreanu s-a remarcat pe Frontul Italian, a distrus un reflector inamic în 1915 (după cum îi scrie fratelui său mai mare într-o scrisoare din 3 ianuarie 1916):p. 175:p. 11 și a fost decorat cu Medalia de Aur pentru Vitejie, cea mai înaltă decorație acordată de comandanții austrieci unui român.
Transferat pe Frontul Românesc în toamna anului 1916, Emil îi scrie, la 9 septembrie 1916, surorii sale mai mari că rănile fizice i s-au vindecat, dar că suferințele sufletești continuau să-l mistuie.:p. 179 Obține o permisie în ianuarie 1917 și își vizitează familia, certându-se cu funcționarul Pălăgieșiu, cu Veronica Istrate, cu șeful gării și cu Elena Haliță, corespondenta Martei Domșa din roman. Revine pe front în pasul Ghimeș și hotărăște să li se alăture conaționalilor săi români, în loc să lupte împotriva lor.:p. 179 Anterior, el își întocmise testamentul și îl trimisese acasă în martie 1917.:p. 182
În noaptea de 10–11 mai 1917, după ce a fugit din infirmeria unde era sechestrat, a încercat să traverseze frontul către partea română, aducând cu el planurile de împărțire și de poziționare a trupelor austro-ungare din zonă. El a fost găsit și arestat de o patrulă de ofițeri imperiali. Judecat de curtea marțială a Brigăzii 16 Honvezi, în data de 12–13 mai, pentru acuzațiile de dezertare și spionaj, a fost degradat și condamnat la moarte. Ca o umilință suplimentară, a fost aleasă ca metodă de execuție spânzurarea. Potrivit martorilor oculari, înainte de a fi executat la ora 10 p.m. în ziua de 14 mai, el l-a dat la o parte pe călău și în fața soldaților, mulți dintre ei fiind români aduși acolo ca un avertisment, a strigat cu putere: „Trăiască România Mare!”.
Liviu Rebreanu a introdus în roman mai multe întâmplări din viața fratelui său precum încorporarea sa ca voluntar, lupta lor pe aceleași fronturi (italian, rusesc și românesc), distrugerea reflectorului inamic, multipla decorare, permisiile avute, povestea de dragoste irosită cu o fată din sat, cearta cu un funcționar din localitate, povestea de dragoste cu o țărăncuță unguroaică și sfârșitul tragic în urma unei încercări de dezertare eșuate, dar cu toate acestea Apostol Bologa nu este o copie identică a lui Emil Rebreanu. „Apostol Bologa însă n-are nimic din fratele meu. Cel mult câteva trăsături exterioare și poate unele momente de exaltare”, a afirmat mai târziu scriitorul. „Fratele meu a fost un naționalist fără scrupule. Un asemenea personagiu nu putea inspira decât cel mult o poezie patriotică. Eroul meu e mai puțin «erou» pentru că în Pădurea spânzuraților am arătat însăși originea și creșterea dezechilibrului moral al unui om, slab în fond, ca toți oamenii, doritor de dragoste, pe care o găsește la o unguroaică – deși ar părea neverosimil unui literat oficial – și plâns la spânzurătoare tot de un ungur, tatăl Ilonei... Așa cred eu că e mai omenește, și un roman care nu palpită de viață – cu toate ororile, cu toate contradicțiile ei – nu are sorți de viață, chiar când are norocul succesului”. În plus, Emil Rebreanu nu avea simțul datoriei atât de puternic și nici crize mistice, deși presimțea că ar putea muri, după cum reiese dintr-o scrisoare trimisă familiei la 26 martie 1917.:p. 185
Mai multe studii literare au încercat ulterior să completeze geneza romanului cu mărturii noi; printre autorii acestor mărturii sunt de menționat: Tiberiu Rebreanu (fratele autorului), Camil Baltazar, Fanny Rebreanu (soția autorului) și Puia Florica Rebreanu (fiica autorului).
S-a evidențiat astfel că autorul a introdus în roman și alte persoane reale cunoscute de Emil precum iubirile succesive Elena Haliță („Marta Domșa”) și Ilona Lászlo („Ilona Vidor”, fiica primarului din Făget în realitate, dar fiica groparului în roman), primarul Vidor (în carte gropar), preotul român, precum și generalul Karg, care a pronunțat sentința de condamnare la moarte. Ceilalți militari descriși în roman conțin asemănări cu prietenii scriitorului sau cu ofițeri români pe care i-a cunoscut. Personalitatea căpitanului Klapka i-a fost inspirată de un ofițer român, ce avea în 1932 gradul de colonel. Unele corespondențe onomastice cu personajele cărții au determinat pe unii năsăudeni să se identifice cu personajele cărții și să încerce să se disculpe de răspunderea morală a morții lui Emil Rebreanu. Astfel, un urmaș al lui Pălăgieșu, la a treia generație, a încercat să repare onoarea familiei și să arunce vina pentru moartea ofițerului exclusiv în sarcina Ilonei Vidor.
Rebreanu a susținut în numeroase rânduri că Apostol Bologa nu este reproducerea unui model concret precum fratele său, ci o reprezentare a ofițerului român pus să lupte împotriva compatrioților săi, care se confruntă cu un conflict sufletesc între datorie și sentiment. Potrivit autorului, cauza principală a acelui conflict o constituia ruperea dureroasă de spiritul militar austriac, în care fuseseră formați tinerii ofițeri români în școlile militare austro-ungare. „În Apostol, am vrut să sintetizez prototipul propriei mele generații. Șovăirile lui Apostol Bologa sunt șovăirile noastre, ale tuturora, ca și zbuciumările lui… Numai un astfel de om putea să fie personagiul central al unui roman în care lupta dintre datorie și sentiment amenință mereu să degenereze în frazeologie goală, patriotardă”, mărturisea Rebreanu.
Referindu-se la elaborarea acestui roman, scriitorul scrie astfel despre legătura între realitate și ficțiune: „Subiectul Pădurii spânzuraților, o construcție cerebrală la început, s-a umanizat numai când a intervenit contactul cu viața reală și cu pământul. Fără de tragedia fratelui meu, Pădurea spânzuraților sau n-ar fi ieșit deloc, sau ar fi avut o înfățișare anemică, livrescă, precum au toate cărțile ticluite din cap, la birou, lipsite de seva vie și înviorătoare pe care numai experiența vieții o zămislește în sufletul creatorului...”
Precizările autorului din „Mărturisiri” (1932) au fost făcute la zece ani după apariția romanului, ceea ce a făcut ca în memoria publicului să se încetățenească ideea că Apostol Bologa este aceeași persoană cu Emil Rebreanu. Astfel, pe piatra funerară de la Ghimeș–Palanca a fost scris următorul epitaf: „Aici odihnește Apostol Bologa – Emil Rebreanu, eroul romanului Pădurea spânzuraților de Liviu Rebreanu”.

## Temele romanului
Romanul Pădurea spânzuraților analizează drama sufletească a lui Apostol Bologa cauzată de conflictul între datoria convențională de ofițer și conștiința națională de român (adică sentimentul apartenenței la națiunea română):p. 3:p. 221 sau, după cum l-a denumit Ov. S. Crohmălniceanu, „un caz de conștiință trăit sub presiunea fatalităților istorice”.:p. 289 Potrivit criticului Alexandru Piru, procesul psihologic descris de autor este „dramatic, sentențios, dostoievskian și ibsenian”.:p. 6
Conflictul psihologic din Pădurea spânzuraților este generat de război, el fiind dependent de evenimentele exterioare și de atmosfera în care trăiește eroul, adică este un conflict care evoluează de la exterior spre interior, spre deosebire de conflictul psihologic din Ciuleandra care este de natură pur interioară și se produce independent de condițiile exterioare, adică este un conflict care evoluează de la interior spre exterior.
Drama lui Apostol Bologa a fost descrisă, prin extrapolare, ca drama intelectualului român din Transilvania în timpul războiului,:pp. 562, 568 căreia i se cere o atitudine clară într-o situație complexă precum lui Titu Herdelea în romanul Ion (1920).:p. 562 Războiul poate fi considerat o premisă social-istorică care precipitează zdruncinarea echilibrului sufletesc al personajului și căutarea sensului vieții, adică doar un factor determinant al evoluției psihologice a eroului.:p. 572 Potrivit aceleiași optici, Alexandru Philippide îl consideră pe Apostol Bologa un personaj tipic pentru Rebreanu („Eroii lui nu sufăr de nicio boală a personalității, sunt oameni bine definiți, conduși de instincte sau de patimi bine conturate”), căruia războiul îi declanșează în suflet „furtuna șovăielilor și a întrebărilor chinuitoare”.

### Conflictul între datorie și conștiința națională
Tema principală a romanului este preluată din nuvela „Catastrofa”; criticul George Călinescu considera că nuvelistica lui Rebreanu conține „liniile operei mature” întrucât „nuvelele sunt niște detalii, brațe, pumni strânși, picioare, în vederea unei imense pânze”.:p. 647 Rebreanu încearcă să aprofundeze tema, încercând să evite finalul lui David Pop, personaj prea sărac sufletește pentru a avea o gândire politică și a lupta pentru un ideal. Cu toate acestea, deși inteligența lui Apostol Bologa este superioară, voința sa rămâne inferioară, tipică unui suflet mediocru ce luptă cu o dramă peste puterile sale.:pp. 650–651 Existența unui trecut împovărat de misticism a determinat considerarea obsesiei ce-i scindează sufletul lui Bologa drept un „caz tipic freudian”.
Fiu al unui semnatar al Memorandului, Apostol Bologa a avut crize mistice în copilărie, dar după moartea timpurie a tatălui său (pe care nu și-a putut-o explica decât ca rezultat al inexistenței lui Dumnezeu) a început să studieze filozofia și și-a pierdut credința, făurindu-și o concepție de viață pur teoretică și abstractă:p. 220 ce așeza interesul statului deasupra interesului omului și susținea supunerea efortului oamenilor în folosul colectivității organizate. Personaj excesiv de șovăielnic,:p. 220:p. 326 el se înrolează în armată pentru a-i dovedi logodnicei sale că poate fi un erou și devine un om al datoriei,:p. 288 considerând că „numai războiul e adevăratul generator de energii! (...) războiul e adevăratul izvor de viață și cel mai eficace element de selecțiune. Numai în fața morții pricepe omul prețul vieții și numai primejdia îi oțelește sufletul”.:pp. 12, 33
Apostol ignoră argumentele naționale ale mamei sale („Noi n-avem patrie! (...) Asta nu-i patrie...”), ca și rezerva patriotică a avocatului Domșa („Să te bați tu pentru ungurii care ne bat pe noi? Dar când ai o patrie ca a noastră nu ești deloc obligat să te îmbulzești la datorie, ba chiar dimpotrivă!”) în numele datoriei față de stat. Liniștea sufletească dovedită de sublocotenentul ceh Svoboda, executat pentru dezertare, ca și comentariile compătimitoare ale căpitanului Klapka sunt impulsuri externe ce îi produc lui Bologa o criză morală care-i torturează sufletul.:p. 379 Personajul are „revelația unui fals profund care i-a fondat existența”, simțind că a fost manipulat. Ofițerii condamnă războiul absurd, considerându-l o crimă monstruoasă, iar singurii partizani ai datoriei militare sunt doar generalul austriac Karg și locotenentul maghiar Varga, reprezentanți ai națiunilor dominante.:p. 4
Frământările interioare cresc în intensitate, iar, pe măsură ce se apropie de linia de hotar ce-l separa de România, personajul își regăsește identitatea națională română:p. 288 transmisă ca moștenire morală de către tatăl său prin îndemnul „(...) să-ți faci datoria și să nu uiți niciodată că ești român!”,:p. 33 fiind dispus să-și facă datoria oriunde, numai să nu lupte împotriva conaționalilor săi.:p. 289 În opinia eseistei Corina Ciocârlie, Apostol Bologa este „un nou Hyperion (…) programat să răstoarne, la momentul oportun, ordinea stabilită a lumii”. Venit în permisie la Parva, rupe logodna cu Marta Domșa pentru că a vorbit ungurește cu un ofițer de honvezi și-l lovește cu pumnul pe notarul Pălăgieșu, reprezentantul statului dualist. În cele din urmă, Apostol își regăsește credința în Dumnezeu și bucuria de a trăi și, revenit pe front, își găsește un refugiu în dragostea pentru țăranca unguroaică Ilona Vidor.:p. 562 Faptele sale devin iraționale, nemaifiind izvorâte dintr-un fundament rațional sau dintr-o reacție patriotică, ci dintr-o obsesie religioasă și umanitară, dintr-o dorință de iubire și de eliberare.
Personajul își însușește un umanitarism naiv de concepție creștino-rousseaunistă, fiind convins că a găsit forma ideală de împotrivire față de rău::p. 5 „eu cred că civilizația a falsificat pe om și l-a înrăit; omul primitiv e bun și drept și credincios, de aceea e mult mai fericit ca omul civilizat!... Imensei majorități a omenirii civilizația nu i-a dăruit până azi decât războiul, care pune față în față milioane de oameni și care ucide mii și mii de suflete într-o secundă! Binefacerile civilizației se răsfrâng numai asupra câtorva privilegiați suferind de plictiseală și de spleen. Pentru o mie cinci sute de milioane de oameni civilizația e o pacoste, dacă nu chiar un rafinat sistem de robire! (...) Civilizația d-tale stârnește în bietul suflet omenesc numai întrebări, dar nu e în stare să-ți ofere nici un răspuns! Fiece «cucerire» a civilizației a dărâmat câte-o bucățică din fericirea omului, până ce nu i-a lăsat în suflet decât un morman de ruine... (...) Zece mii de ani de civilizație nu prețuiesc cât o singură clipă de adevărată împăcare sufletească!”.:pp. 178–179 Limbajul eroului dobândește, potrivit lui George Călinescu, „un misticism profetic, cu o puternică sentențiozitate ibseniană, ceea ce dă cazului său o și mai cețoasă obscuritate cazuistică”.:p. 647
Numit de generalul Karg în curtea marțială ce urma să judece 12 țărani români, învinuiți de fraternizare cu inamicul, Bologa încearcă să dezerteze, dar, epuizat fizic și moral, este prins de patrula condusă de locotenentul Varga. I se oferă o încercare de scăpare, dar o respinge resemnat, considerând că o viață smulsă prin minciună nu ar mai avea nicio valoare. Finalul romanului este de o esență mistică de tip dostoievskian, acceptarea senină a morții transmițând o concepție pesimistă cu privire la destinul tragic al omului.:p. 221
Întreaga evoluție sufletească a lui Bologa poate fi împărțită în trei etape, așa cum își notase autorul într-un caiet de creație, fiecare dintre ele corespunzând unui principiu călăuzitor: 1. Apostol e cetățean („o părticică din Eul cel mare al statului, o rotiță într-o mașinărie mare; omul nu e nimic, decât în funcție de stat”); 2. Apostol devine român („pe când statul e ceva fictiv și întâmplător, putând întruni oameni străini la suflet și aspirații, neamul e o izolare bazată pe iubire, chiar instinctivă. Statul nu cere iubire, ci numai devotament și disciplină omului, pe când neamul presupune o dragoste frățească”); 3. Apostol devine om („în sânul neamului, individul își regăsește eul său cel bun în care sălășluiește mila și dragostea pentru toată omenirea. Numai într-un eu conștient poate trăi iubirea cea mare, universală – religia viitorului.”).:p. 6 Metamorfoza spirituală a personajului se petrece pe drumul între două spânzurători. Personajul alege ispășirea prin moarte, primind osânda ca o împăcare cu lumea, ca o „crucificare eliberatoare”. Ultimul său drum se aseamănă cu parcurgerea Viei Dolorosa, străjuită de făclii aprinse, cu gândul că astfel va păși în veșnicie.:pp. 206, 215
Potrivit lui Eugen Lovinescu, criza de conștiință a lui Apostol Bologa nu se datorează naționalismului, ci unei incompatibilități morale și omenești. Încercarea sa de dezertare este realizată din dorința de a se elibera de o obsesie chinuitoare și de a merge pe singurul drum care-l scoate din impas, părând mai mult rezultatul unei gândiri instinctuale decât al unei lucidități intelectuale:p. 569 și de aceea ea este în plan interior o formă de sinucidere. Rațiunea nu are însă puterea de a transforma instinctele în acțiuni hotărâte, iar personajul nu are o conștiință suficient de lucidă.:p. 569 Tragedia personajului pare dictată de legile supreme ale universului și poate fi asimilată cu o „dezagregare sufletească în genul spectacolelor cosmice”.

### Condamnarea războiului
Rebreanu realizează în Pădurea spânzuraților un tablou sugestiv al războiului prin prezentarea sa ca o imensă crimă colectivă și prin descrierea mizeriei, suferinței și a morții.:p. 290 Războiul este privit ca „un ucigător de energii”:p. 12 ce produce mizerie, suferință și moarte. Scriitorul descrie imaginea dezolantă a câmpurilor de luptă, cu garduri din sârmă ghimpată, tranșee umede și friguroase și drumuri înecate în noroaie.:p. 207
Familiarizarea cu ideea morții determină abrutizarea oamenilor care capătă gesturi mașinale și o dorință egoistă de a-și apăra viața și căminul cu orice preț. Căpitanul Klapka tăgăduiește cu lașitate participarea la o încercare de evadare și mărturisește că ar fi dispus să accepte orice umilință pentru a-și salva viața și a-și revedea familia. Renegatul Pălăgieșu își denunță conaționalii pentru a fi considerat un element de nădejde necesar în spatele frontului, iar preotul Boteanu se leapădă de prietenul său și refuză cu îndârjire să transmită un mesaj doamnei Bologa, după evadare. Însuși Bologa ar accepta cu seninătate să masacreze italieni, polonezi sau ruși, numai să nu fie trimis pe frontul românesc; Gross constată că românul ar purta o mască ce-i ascunde șovinismul: „Tu, în străfundul sufletului tău, ești un mare șovinist român… [...] Ai fi ucis bucuros și cu entuziasm o mie de muscali sau italieni, numai să nu fii nevoit a trage în ai tăi… Aici ți s-ar părea o crimă să omori, pe când aiurea, oriunde, ți-ar fi indiferent sau ai socoti c-ai făcut o vitejie…”.:pp. 155–156
În Caiete, p. 220, Liviu Rebreanu notează următoarea cugetare antirăzboinică: „Un vers de Goethe e mai prețios decât o bătălie câștigată. Niciodată poporul nu vrea război. Numai conducătorii vor, fiindcă ei stau acasă și trimit la moarte numai poporul”. În schimb, oamenii simpli se înfrățesc între ei împotriva războiului, indiferent de naționalitate. Țăranii maghiari condamnă scârbiți spânzurarea țăranilor români, iar groparul Vidor, fiica sa și primarul din Făget îl înconjoară cu o afecțiune sinceră pe românul Bologa, condamnat la moarte.:p. 292
Scriitorul integrează stările de spirit noi apărute în contextul războiului, precum socialismul și anarhismul, promovate de ofițeri ca locotenentul Gross în preajma izbucnirii Revoluției din Rusia. Cuvintele sale se referă la iminența revoluției antiburgheze, la înfrățirea popoarelor într-o societate viitoare și la pedepsirea celor responsabili de măcelul mondial: „Statul!... Statul care ucide!... În spate statul nostru, în față statul dușman, și la mijloc noi, cei osândiți să murim ca să asigurăm huzureala câtorva tâlhari care au pus la cale măcelul milioanelor de robi inconștienți! (...) Izbânda trebuie să vie! glăsui Gross, patetic, gesticulând și cu niște ochi tremurători de emoție. O crimă monstruoasă trebuie să nască o pornire uriașă de răzvrătire universală... Trebuie! Și atunci, peste tranșeele pline de sânge, peste granițele brăzdate cu morminte, toți oropsiții, toți răzvrătiții, își vor strânge mâinile și, într-un avânt nimicitor, se vor întoarce împotriva celor ce-i exploatează de mii de ani, și în sângele lor buhăit de trândăvie vor înmuia steagurile păcii și ale lumii noi!”.:pp. 39–40
Concluzia autorului este că neutralismul este în anumite circumstanțe sinonim cu ideea de lașitate, în timp ce războiul este un masacru stupid în care milioane de oameni devin victime luptând pentru un ideal care le este deseori străin. Liviu Rebreanu condamnă războiul prin demistificarea sa, prin demonstrarea fără tezism a tragismului său, prin spulberarea concepției eroului despre război și prin prezentarea lipsei de certitudine cu privire la existența unui viitor.

## Realismul operei
Romanele Ion și Pădurea spânzuraților au fost considerate puncte de reper în evoluția romanului românesc datorită folosirii unei formule realiste în prezentarea realității exterioare și a îndepărtării de tradiționalismul în care se împotmolise romanul autohton de cinci sau șase decenii. Construcția acestui roman are în vedere două laturi: lumea exterioară a societății și lumea interioară a sufletului. Instinctul de neam determină crize sufletești care influențează evoluția ulterioară a personajelor.:p. 572
Pădurea spânzuraților se înscrie în rândul romanelor realiste prin descrierile obiective și lipsite de sentimentalism sau de patetism, prin accentul pus pe analiza psihologică și prin imparțialitatea și lipsa de șovinism a autorului în prezentarea unor indivizi aparținând mai multor naționalități. Întâmplările prezentate de autor sunt inspirate din realitate, ele reprezentând realități atestate istoric (Primul Război Mondial, conflictele interetnice ș.a.) extrase din ziarele epocii sau din scrisori scrise de fratele scriitorului, care a servit ca prototip al personajului Apostol Bologa. Destinele individuale ale oamenilor sunt integrate de autor unei viziuni plastice a existenței umane.
Realismul romanului Pădurea spânzuraților conține asemănări cu realismul tragic dostoievskian. Analiza psihologică întreprinsă de Rebreanu descoperă trăirile sufletești ale personajului în cele mai mici detalii. „În Apostol Bologa surprindem toate fazele de îmbolnăvire ale sufletului printr'o imagine, privim mecanica independentă a psihologiei obsesiilor”, considera Vladimir Streinu.:p. 380 Apostol Bologa este dezvăluit astfel ca un suflet torturat de îndoieli, ezitări, remușcări și întrebări la care nu poate găsi răspuns, ca și Raskolnikov. Liviu Rebreanu considera că sensul ultim al realismului constă în construirea unei alte lumi „care adaugă ceva, care prelungește creațiunea”.
Autorul introduce însă și elemente aparținând altor curente literare cum ar fi naturalismul:p. 572 (evidențiat în prezentarea atmosferei dezolante a peisajului, în concordanță cu stările sufletești ale personajelor, și prin exacerbarea trăirilor interioare) și sămănătorismul (trăirea unui sentiment al dezrădăcinării, considerat o cauză a inadaptării și a înfrângerii). Descrierea unor senzații intense precum setea, frigul, spaima sau transpirația ce însoțesc emoțiile creează o viziune naturalistă a omului și-i accentuează obsesiile, acest procedeu fiind folosit anterior în nuvelele lui I.L. Caragiale.
Criticul Petru Comarnescu remarca substanța densă și uneori brutală și sălbatică a literaturii lui Liviu Rebreanu, precum și atmosfera sa realistă realizată prin urmărirea vieții cu o obiectivitate rece și prin adâncirea instinctelor și patimilor. Realismul lui Rebreanu nu este însă unul descriptivist, ci conține infiltrații simbolice ce proiectează acțiunea dincolo de planul vieții cotidiene. Rigoarea stilistică nu exclude existența rară a unor fraze patetice, integrate însă în cadrul observațiilor directe, care le conferă un grad de autenticitate.

## Construcție literară
Romanul Pădurea spânzuraților se remarcă prin construcția sa simetrică și echilibrată,:p. 424 la fel ca și romanul anterior Ion. Camil Petrescu îl considera un roman „construit după tradiția marilor romane, de multe ori prolix, dar cel puțin în cărțile din mijloc remarcabil… cartea se impune prin proporții, documentare și compoziție. Când e vânturat și de suflul unei pasiuni puternice, el se apropie hotărât de arta mare”. Autorul folosește modalități epice ca narațiunea auctorială, dialogul și monologul, dar și metode de analiză psihologică și tehnici narative moderne precum decupajul cinematografic, colajul sau excesul punctelor de suspensie.:p. 224
Simetria cărții se datorează faptului că începe cu spânzurarea sublocotenentului ceh Svoboda și se termină cu spânzurarea lui Apostol Bologa, eroul cărții. Similar, paginile de început și de sfârșit ale romanului Ion descriau drumul prin care se ajunge în satul Pripas, locul acțiunii.:p. 220:p. 325 Cele două execuții par identice, desfășurându-se după un ritual comun într-un decor sinistru: „un stâlp alb și lucios, cu un braț cârligat la vârf”, groapa de la picioare, cu pamântul „deschis ca o rană gălbuie”, lumea înfricoșată din jur, gesturile mecanice ale condamnatului etc. Descrierea execuțiilor diferă însă în funcție de modul în care sunt prezentate evenimentele: moartea lui Svoboda este văzută din exterior de către martorii la execuție, în timp ce moartea lui Apostol Bologa este privită din interior prin senzațiile trăite chiar de condamnat.:p. 327 Cele două execuții au loc în mod simbolic în momente diferite ale zilei: Svoboda moare într-o zi întunecoasă și umedă de noiembrie, cauzând primele frământări sufletești ale protagonistului, în timp ce Apostol Bologa moare simbolic în zorii unei zile de primăvară „cu ochii însetați de lumina răsăritului”.:p. 330
Stilul literar al lui Liviu Rebreanu este anticalofil, lipsit de podoabe.:p. 423 Partizan al romanului obiectiv, Rebreanu considera că „sinceritatea e calitatea de bază a scrisului adevărat... Prefer să fie expresia bolovănoasă și să spun, într-adevăr, ce vreau decât să fiu șlefuit și neprecis de altfel, cred că e mult mai ușor de a scrie „frumos” decât a exprima exact”.:pp. 222–223
Fiecare capitol al romanului reprezintă câte o treaptă a procesului de conștiință al unui om măcinat de grave contradicții.:p. 325 Construcția simfonică a cărții aduce în prim plan același erou, dar în ipostaze diferite: ofițerul credincios jurământului militar, românul incapabil să lupte împotriva conaționalilor săi, omul îndrăgostit de toți semenii săi și „o conștiință schilodită” ce vede în moarte singura salvare. Scriitorul descrie un proces psihologic, renunțând la omnisciența autorului în favoarea acțiunii directe și observației. Personajul principal își trăiește emoția, o observă și o discută cu ceilalți; discuția ofițerilor de la popotă îi prilejuiește o confruntare interioară între datorie și conștiință.:p. 223 Frământările personajului sunt prezentate prin notarea unor senzații iritante care le însoțesc precum foamea, setea sau frigul și prin folosirea unor cuvinte sugestive. Autorul notează conștiincios stările de vid interior, actele mașinale și asocierile involuntare cu un interes naturalist pentru explorarea celor mai profunde straturi ale sufletului omenesc.:p. 291
Descrierile sunt întotdeauna subordonate analizei psihologice. Sunt prezente în roman o serie de motive recurente precum lumina și întunericul, care însoțesc schimbările stării de spirit a lui Bologa: „Ce întuneric, Doamne, ce întuneric s-a lăsat pe pământ...” – murmură el la sfârșitul primei scene (care descrie spânzurarea lui Svoboda); spargerea reflectorului înseamnă stingerea luminii și sosirea întunericului, „mirându-se cum a putut face el asemenea ticăloșie și bucurându-se că a făcut-o”. Metafora luminii apare în cel puțin șase ipostaze diferite: speranță, disperare, iubire, credință, rațiune umană și moarte.:p. 178 De asemenea, există o obsesie cromatică pentru culoarea albă ce ar putea sugera greutatea confesiunii, dificultatea exprimării necunoscutului.:pp. 223–224
În roman, o serie de epitete („câmpul mohorât”, „văgăuna întunecoasă”), comparații („cerul cenușiu de toamnă ca un clopot uriaș de sticlă aburită”) și metafore (mormântul este considerat a fi „o rană urâtă, gălbuie”) creează o atmosferă tragică premonitorie.:pp. 207, 227–228 Folosirea frecventă a repetiției („omul... omul... omul”, „iubirea... iubirea...”, „nu se poate... nu se poate... nu se poate...”, „Lumina!... Lumina!...”) dezvăluie zbuciumul interior al personajului, fiind semnul unei gândiri torturate de îndoială.
Natura descrisă de Liviu Rebreanu este întotdeauna demitizată și depoetizată: peisajele sunt reci, umede și cețoase, cerul este cenușiu sau ciuruit de stele, în timp ce pământul este galben, cleios și zgâriat de bombe.:p. 225

## Aprecieri critice
Pădurea spânzuraților este considerat a fi unul dintre cele mai bune romane românești publicate vreodată, ce a contribuit la creșterea interesului internațional pentru literatura română. Criticul Alexandru Piru afirma că acest roman ocupă primul loc în literatura română dedicată Primului Război Mondial și un loc de frunte în literatura mondială dedicată aceluiași subiect, fiind comparabil ca valoare cu Focul (1916) al lui Henri Barbusse, trilogia Nimic nou pe Frontul de Vest (1929), Întoarcerea (1931) și Trei camarazi (1936) a lui Erich Maria Remarque sau cu Adio, arme (1929) al lui Ernest Hemingway.:p. 7 Ov.S. Crohmălniceanu îl considera „una dintre mărturiile cele mai zguduitoare despre ororile primului război mondial”.:p. 292
Apariția sa a revoluționat, potrivit lui Șerban Cioculescu, „romanul nostru analitic, prin studierea migăloasă a psihologiei individuale”, reprezentând un moment important în istoria literaturii române; criticul îl consideră o carte „masivă, laborioasă (...), primul studiu moral care se impune atenției publice din câmpul epicei noastre”.:p. 416 Romanul se remarcă prin sinceritate (evidențiată mai ales prin lipsa retorismului și a declamațiilor),:p. 424 acuitatea observației și profunzime psihologică, constituind o capodoperă a literaturii analitice naționale și universale.:p. 225 El este construit pe schema unei obsesii, care dirijează destinul eroului din profunzimea subconștientului.:p. 379 Criticul Eugen Lovinescu susținea că Pădurea spânzuraților este „cel mai bun roman psihologic român, în sensul studierii evolutive a unui singur caz de conștiință – studiu metodic alimentat de fapte precise și de incidente și împins dincolo de țesătura logică în adâncurile inconștientului”.:p. 416 George Călinescu afirma că romanul este monografia „incertitudinii chinuitoare de esență morală” ce analizează psihologia unui suflet mediocru.:pp. 650–651 Urmând aceeași optică, Tudor Vianu scria că Rebreanu era „un analist al stărilor de subconștiență, al învălmășelilor de gânduri, al obsesiilor tiranice”.:p. 221
Unii critici (precum Șerban Cioculescu sau Ovid Densusianu) au evidențiat un progres stilistic față de romanul anterior Ion (1920),:p. 368 constatând că Pădurea spânzuraților are o construcție simplă și liniară și o mai bună stăpânire a expresiei literare, deși există totuși și unele stângăcii (exprimări confuze ale unor stări sufletești,:p. 417 fraze incolore și banale, epitete lipite neglijent, comparații forțate sau rău plasate etc.). Alți autori au criticat unele neajunsuri ale analizei psihologice. Gheorghe Bogdan-Duică și-a exprimat dorința ca „sonda psihologică să fi pătruns mai adânc ori să fi fost mai fină”. Recunoscându-i locul istoric, Șerban Cioculescu aprecia că analiza psihologică a lui Rebreanu este „oarecum primară”, inferioară celeia din romanele lui Camil Petrescu și Hortensia Papadat-Bengescu.:pp. 416–417 Rezervele criticilor au fost considerate parțial îndreptățite de către criticul Garabet Ibrăileanu, ce recunoștea existența unui deficit estetic al romanului, dar îl justifica prin nevoia de obiectivitate în prezentarea raporturilor sociale.
În ceea ce privește genul principal al romanului, există păreri diferite. Majoritatea criticilor (printre care Eugen Lovinescu, Șerban Cioculescu, George Călinescu și Tudor Vianu) îl cataloghează roman psihologic. Criticul român de limbă maghiară Gyula Kormos îl consideră un roman antirăzboi, Ion Simuț evidențiază componenta sa religioasă datorată descrierii unei crize mistice a protagonistului, pentru ca Gyula Dávid să considere că pune accentul pe aspectele sociale ale unui imperiu multinațional ce-și trimite soldații să lupte împotriva propriei națiuni.
Romanul Pădurea spânzuraților a fost asemănat cu scrierile marilor romancieri ruși prin zugrăvirea fără patetism a războiului ca o „acumulare de mizerabile eroisme și lașități necunoscute, monotone” (ca în volumul Povestiri din Sevastopol al lui Lev Tolstoi), prin misticismul bolnăvicios de esență dostoievskiană al personajului principal, generator precipitat al unei „psihoze spre disoluție”, și prin „alternarea a două elemente etice opuse, în sufletul unui erou”. Asemănarea cea mai des vehiculată a fost cu romanul Crimă și pedeapsă (1866) al lui Dostoievski, în care elementul fundamental al acțiunii (crima lui Raskolnikov) se află chiar la început și declanșează o lungă introspecție ce determină o hotărâre neașteptată a personajului. De asemenea, povestea de dragoste între Apostol și Ilona care atinge momentul culminant în noaptea de înviere amintește de motivul central al romanului Învierea (1899) al lui Tolstoi.
Apariția acestui roman a fost consemnat, de asemenea, de critica literară străină, care a evidențiat valoarea universală a operei și forța artistică cu care a fost realizat personajul principal. Astfel, scriitorul francez André Bellessort afirma în prefața primei ediții traduse în limba franceză că „Pădurea spânzuraților este un roman ce interesează toate națiunile”:p. 32 în care „adevăratul câmp de bătălie este o biată inimă a omului”, cu un erou „demn de a trăi în memoria cititorului”, și îl considera „o realizare impresionantă sub raportul construcției”,:p. 32 ce ocupă un loc de frunte în rândul romanelor inspirate de Primul Război Mondial („une place singulière au milieu de tous les romans inspirés par le cataclisme de 1914”).:p. 32 Drama lui Apostol Bologa (unul din „eroii romanelor de război pe care soarta i-a marcat cu semnul victimelor”) este impresionantă, în opinia aceluiași critic, fiind cauzată de contextul istoric al României de dinaintea și din timpul Primului Război Mondial. Romancierul grec Kosmas Politis considera că acest roman este o capodoperă de o măreție clasică atât din punct de vedere al analizei psihologice, cât și al compoziției, și concluziona: „Cine reușește (ca Liviu Rebreanu) să închidă în cuvinte simple bogăția unor clipe de viață, acela a înfăptuit o mare operă, mai valoroasă decât orice frazeologie”.:p. 8

## Traduceri
Pădurea spânzuraților este romanul lui Liviu Rebreanu cu cele mai multe versiuni străine, depășind ca număr de traduceri romanele Ion și Răscoala, datorită subiectului universal și forței artistice impresionante cu care a fost realizat personajul Apostol Bologa. Acest roman a fost tradus în următoarele limbi străine:
- cehă (Les oběšených, Šolc a Šimáček, Praga, 1928;[5]:p. 166[82][83][84][85][86][87] traducere de Marie Kojecká-Karásková;[78][82][83][86][87][N 1] reeditată sub o formă revizuită în 1960 de editura Naše vojsko din Praga,[83][84][88] cu postfața „Liviu Rebreanu și Pădurea spânzuraților” scrisă de Marie Kavková[83][84][85][89][90] și ilustrații de Michael Florian),[85]
- engleză (The Forest of the hanged, G. Allen & Unwin, Londra, 1930;[78][82][84][91] traducere de Alice V. Wise,[5]:p. 167[78][82][84][86][N 2] reeditată în 1930 de editura Duffield & Co. din New York[78][82][84][86] și în 1967 de editura Peter Owen din Londra),[92]
- italiană (La foresta degli impiccati, La Nuova Italia, Perugia, 1930;[5]:p. 167[78][82][84][86] traducere de Enzo Loretti, prefațată de prof. Luigi Tonelli,[5]:p. 167[78][82][84][86] reeditată în 1967 de Edizioni Paoline din Francavilla a Mare),[92]
- poloneză (Las wisielców, Wydawnictwa Literacko-Naukowego, Cracovia, 1931; traducere de Stanisław Łukasik;[5]:p. 168 o altă traducere a fost realizată de Stanisław Bik și publicată în 1980 de Panstwowy Instytut Wydawniczy din Varșovia),[93]
- franceză (La forêt des pendus, Perrin, Paris, 1932;[5]:p. 167[78][82][84][86] traducere de B. Madeleine și Léon Thévenin, prefațată de André Bellessort;[5]:p. 167[82][84][86][N 3] alte traduceri au mai fost realizate de C. Boranesco (publicată în 1972 de Editura Minerva din București)[5]:p. 167[84][92] și Jean-Louis Courriol (publicată în 2006 de Editions Zoé din Geneva)),[94]
- germană (Der Wald der Gehenkten, Der Tag, Cernăuți, 1932;[78][82][86] o versiune trunchiată (84 p.) tradusă de Erast Carabăț;[5]:p. 167[82][84][86] o altă traducere a fost realizată de Valentin Lupescu[5]:p. 167[84] și publicată în 1966 de Verlag Volk und Welt din Berlin),[84][92]
- neerlandeză (Het woud der gehangenen,[86] De Combinatie, Rotterdam, 1932; traducere de dr. Jules Verboke),[5]:p. 168[95]
- maghiară (Akasztottak erdeje, 1938; traducere de Imre Somogyi;[5]:p. 168 o altă traducere a fost realizată de György Bözödi[5]:p. 168[82] și publicată în 1957 de ESPLA din Târgu Mureș,[5]:p. 168[78][82][96] apoi reeditată în 1962 de Editura pentru Literatură din București,[5]:p. 168[88] în 1970 de Editura Kriterion din București[5]:p. 168[92] și în 1983 de Editura Dacia din Cluj-Napoca),[97][98]
- turcă (Asilmișlar ormani, İnsel Kitabevi, Istanbul, 1942; traducere de Ziya Yamaç),[5]:p. 168[82][84][99]
- spaniolă (El bosque de los ahorcados, Editorial Stylos, Madrid, 1944;[5]:p. 167[78][82][84][100] traducere din franceză de María Teresa Quiroga Plá și Luis Landínez;[5]:p. 167[82][84][100] o altă traducere a fost realizată din franceză de María Teresa León și Rafael Alberti și publicată de editurile Losada din Buenos Aires în 1967[92] și Editorial de Arte y Literatura din Havana în 1975),[93]
- suedeză (De hängdas skog, Bonnier, Stockholm, 1944; traducere din franceză de Ingeborg Essén, prefațată de Anders Österling),[5]:p. 168[82][100]
- portugheză (A floresta dos enforcados, Editorial Gleba, Lisabona, 1945;[5]:p. 167[78][82][84][100] traducere de Celestino Gomes și Victor Buescu,[82][84][100] reeditată în 1965 de Edições Paulistas din São Paulo),[5]:p. 167[88]
- finlandeză (Hirtettyjen metsa, Suomen kirja, Helsinki, 1946; traducere de Lauri Ikonen),[5]:p. 168[78][82][84][96]
- rusă (Лес повешенных / Les poveșcennîh, Editura de literatură în limbă străine, București, 1958; traducere de Olga Crușevan;[5]:p. 168[78][82] o altă traducere a fost realizată de Vasili Sugoniai și publicată în 1960 de Editura Cartea Moldovenească din Chișinău),[88]
- greacă (Το δάσος των κρεμασμένων / To dasos ton kremasmenon, Kedros, Atena, 1961; traducere de Maria Dimitriadi-Papaioannou,[5]:p. 168[82][84][88] prefață de Kosmas Politis),[101]
- bulgară (Гората на обесените / Gorata na obesenite, Narodna kultura, Sofia, 1962;[5]:p. 168[78][82][88] traducere de Ghergana Stratieva;[5]:p. 168[82][88] reeditată în 1987),[97]
- slovacă (Les obesencov, Slov. vydav. krásnej lit., Bratislava, 1965; traducere de Peter Doval),[5]:p. 166[92]
- arabă (Ghabat Al Mawta, Cairo, 1967; traducere de Fauzi Shahin),[5]:p. 168[81]
- slovenă (Gozd obešencev, Mladinska knjiga, Ljubljana, 1976; traducere de Katja Špur),[93]
- ucraineană (Ліс повішених / Lis povișcenîh, Dnipro, Kiev, 1990; traducere de Ivan Kușnirîk)[97] și
- japoneză (Shokei no mori, Editura Kōbunsha, Tokyo, 1997; traducere de Haruya Sumiya).[102]

## Adaptări

### Ecranizare

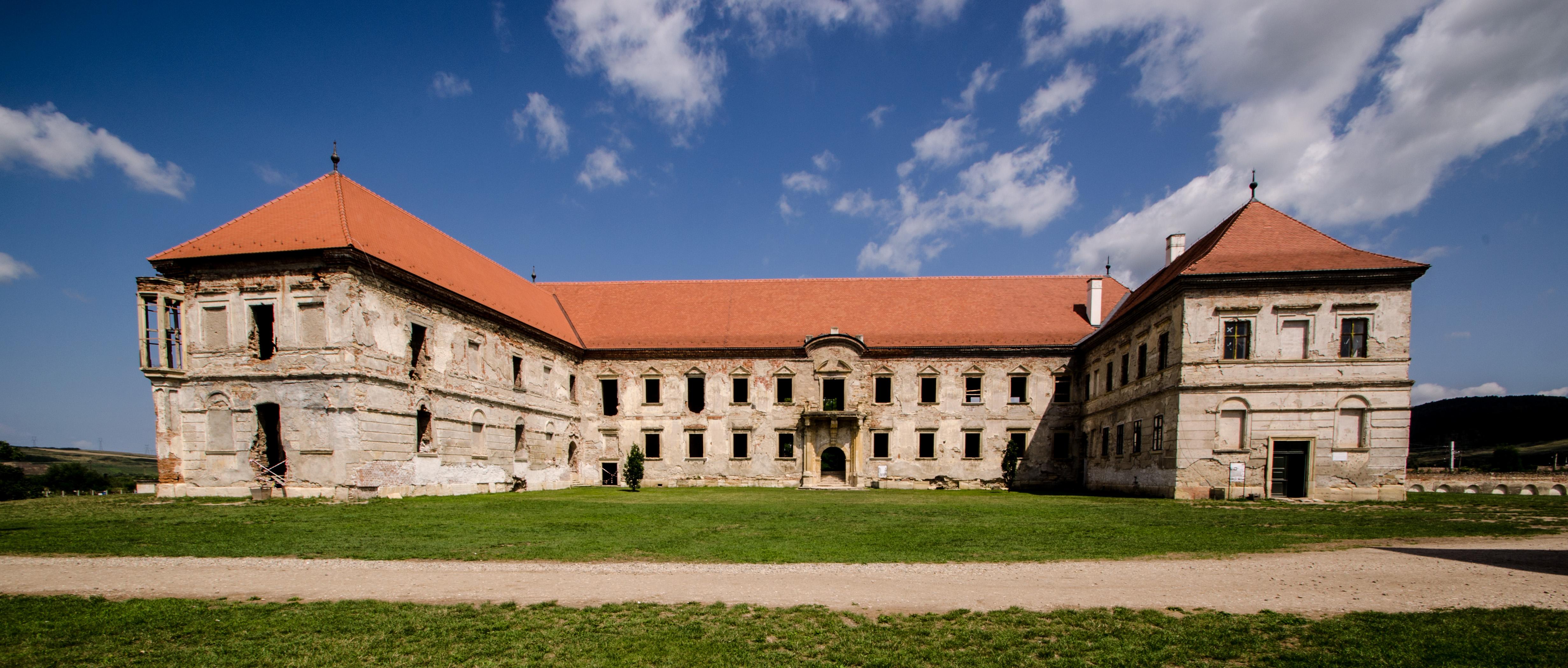
Castelul Bánffy de la Bonțida, unde a fost amenajat în film sediul comandamentului diviziei

Un prim proiect de ecranizare a romanului Pădurea spânzuraților datează din anul 1926, după cum menționa Grid Modorcea în volumul Dicționarul cinematografic al literaturii române (Ed. Cartea Românească, București, 2003). Scenariul filmului a fost scris de Alex. Demetrescu, dar proiectul a rămas nefinalizat.:p. 104
Romanul Pădurea spânzuraților a fost ecranizat de regizorul Liviu Ciulei într-un film omonim cu o durată de 158 de minute, ce a avut premiera la 16 martie 1965.:p. 112 Potrivit propriilor mărturisiri, cineastul a plănuit să facă „un film despre dezintegrarea certitudinii, conformismului și concepțiilor de viață”.
Scenariul scris de Titus Popovici:p. 182 (care mai colaborase cu Liviu Ciulei și la Valurile Dunării (1960)):p. 180 păstrează liniile de forță ale romanului lui Liviu Rebreanu, dar remodelează materia cărții dintr-un unghi filozofic amplu,:p. 120 introduce unele elemente din nuvelele „Catastrofa” și „Ițic Ștrul, dezertor”:p. 183 și contopește personajele Gross și Ițic Ștrul în soldatul socialist Johann Maria Müller, anticar vienez ce locuiește în subsolul unei case unde a stat „timp de 17 zile Wolfgang Amadeus Mozart”.:p. 106 Filmul conține și alte diferențe față de roman: acțiunea filmului se petrece numai pe frontul românesc,:p. 152 sunt eliminate unele subiecte jenante (încercarea de dezertare a lui Apostol Bologa la ruși, originea evreiască a anarhistului socialist, propovăduirea urii mondiale antinaționale), evoluția spirituală a lui Apostol Bologa este golită de orice influență religioasă,:p. 155 concediul ofițerului la Parva și povestea de dragoste cu Ilona sunt mult scurtate etc. Potrivit lui Cristian Tudor Popescu, realizatorii au transformat, prin aceste modificări, „romanul profund religios, creștin, dostoievskian, străbătut de fiorul credinței” al lui Liviu Rebreanu într-o „operă artistic valabilă, dar laică”, despre patriotism și dragoste de oameni.:pp. 157–158
Filmul a fost realizat pe o peliculă alb/negru (4531 de metri), în format cinemascop.:p. 112 Echipa tehnică a fost formată din operatorul Ovidiu Gologan (imagine), Giulio Tincu (decoruri), Ovidiu Bubulac și Ileana Oroveanu (costume), Theodor Grigoriu (muzică), Anușavan Salamanian (coloană sonoră), Yolanda Mântulescu și Dan Naum (montaj). Filmările s-au realizat în mai multe locații; sediul comandamentului diviziei a fost amenajat în castelul Bánffy de la Bonțida. Rolurile principale au fost interpretate de actorii Victor Rebengiuc (Apostol Bologa), Liviu Ciulei (Ottokar Klapka), Ștefan Ciobotărașu (Petre), György Kovács (generalul conte von Karg), Anna Széles (Ilona), Gina Patrichi (Roza Jánosi, soția unui colonel și amanta lui Varga), András Csiky (Sándor Varga) și Emmerich Schäffer (Johann Maria Müller), în alte roluri apărând Costache Antoniu (preotul militar), Emil Botta (Cervenco), László Kiss (Vidor), Nicolae Tomazoglu (medicul polonez), Constantin Brezeanu (procurorul militar), Ion Caramitru (fiul lui Petre), George Aurelian (Domșa), Mihai Mereuță (caporalul), Gheorghe Cozorici (locotenentul român, prizonier), Mariana Mihuț (Marta Domșa), Toma Caragiu (un căpitan), Nae Roman (colonelul), Valeriu Arnăutu (slt. Jan Svoboda), Ferenc Bencze (plutonierul), Alexandra Polizu (Rodovica) și Angela Moldovan (doamna Sofica Domșa).:p. 112:p. 182
Filmul Pădurea spînzuraților a obținut mai multe premii naționale și internaționale și anume: Premiul de excelență pentru calitatea imaginii și ingeniozitatea mișcărilor de aparat, la al IV-lea Congres al UNIATEC (Union Internationale des Associations Techniques Cinématographiques) de la Milano (1964), Premiul pentru regie la Festivalul Internațional de Film de la Cannes (1965),:p. 183 Marele premiu „Pelicanul alb” (Liviu Ciulei), Premiul pentru imagine (Ovidiu Gologan), Premiul pentru interpretare feminină (Anna Széles) și Premiul pentru muzică (Theodor Grigoriu) la Festivalul Național al Filmului de la Mamaia (1965). Valoarea sa artistică a determinat includerea filmului în programele de vizionare a peste 120 de cinemateci din lume, precum și în fondul documentar al mai multor instituții de pe toate continentele.:p. 113
Aprecierile critice la adresa filmului sunt în majoritate superlative. Pădurea spânzuraților este considerat unul dintre cele mai bune filme românești realizate vreodată,:p. 157 una dintre „acele opere exemplare cu dimensiuni universale și etern valabile” (după cum scria istoricul de film Manuela Cernat în volumul Filmul și armele),:p. 16 fiind comparat cu capodoperele europene ce prezintă dimensiunea psihologică a dezastrelor cauzate de războaie precum Cărările gloriei al lui Stanley Kubrick, cu Nimic nou pe frontul de vest de Lewis Milestone, cu Pentru țară și rege de Joseph Losey sau chiar cu Iluzia cea mare al lui Jean Renoir.:p. 108
Potrivit criticului Călin Căliman, factorii care contribuie la valoarea operei cinematografice sunt: calitatea scenariului lui Titus Popovici, interpretarea actorului Victor Rebengiuc în rolul lui Apostol Bologa, imaginile expresive și profunde create de operatorul Ovidiu Gologan și mai ales regia lui Liviu Ciulei, ce imprimă filmului o construcție riguroasă:p. 121 și poliritmică:p. 122 și creează momente de virtuozitate (precum marșul din pregeneric, rotirea tulburătoare a reflectorului, trecerea liniei frontului de către Müller, „pădurea cu spânzurători” sau ultima cină a condamnatului, desfășurată în tăcere).:p. 183

### Teatru radiofonic
Romanul a fost dramatizat de Valeriu Sârbu pentru Teatrul Național Radiofonic, fiind realizat în 1971 un spectacol de teatru radiofonic cu o durată de 146 de minute în regia artistică a lui Constantin Moruzan. Spectacolul a avut următoarea distribuție: Ion Caramitru (Apostol Bologa), Constantin Brezeanu (pretorul), Fory Etterle (generalul), Ion Marinescu (Klapka), Andrei Codarcea (Petre), Ion Ilie Ioan (protopopul), Clody Bertola (mama), Nicolae Luchian-Botez (Iosif Bologa), Rodica Tapalagă (Marta), Tudorel Popa (Gross), Nicolae Pomoje (Cervenco), Corado Negreanu (Varga), Dorina Lazăr (Rodovica), Mircea Cosma (ofițerul român), Tamara Crețulescu (Ilona), Florian Pittiș (Tohaty), Mircea Anghelescu (Pălăgieșu), Mihai Velcescu (Boteanu), Mihai Mereuță (plutonierul), Emil Hossu (sublocotenentul) ș.a. Echipa tehnică a fost alcătuită din Constantin Botez (regia de studio), Romeo Chelaru (regia muzicală) și ing. Flavia Cosma (regia tehnică). Reprezentația teatrală a avut șase episoade, ce au fost difuzate în premieră în perioada 6–11 decembrie 1971.

### Operă muzicală
Compozitoarea Carmen Petra Basacopol a compus în perioada 1988–1990 o operă în două acte intitulată Apostol Bologa, op. 58 și inspirată din romanul Pădurea spânzuraților al lui Liviu Rebreanu.

## Notă explicativă
1. ↑  Traducerea romanului în limba cehă, realizată de Marie Kojecká-Karásková și publicată în anul 1928 de editura Šolc a Šimáček din Praga, este prima traducere din opera lui Liviu Rebreanu care a apărut în străinătate. Vezi Victor Crăciun, „«Un cînt nepieritor»”, în Gazeta literară, București, anul XIII, nr. 49 (682), joi 2 decembrie 1965, p. 12.
2. ↑  Traducerea romanului în limba engleză, realizată de Alice V. Wise și publicată în anul 1930 mai întâi la Londra și apoi, aproape concomitent, la New York sunt puțin cunoscute cercurilor literare din România, nefiind menționate în presa de specialitate a vremii. Vezi Constantin Crișan, „Universalitatea scriitorului”, în Tribuna, anul VIII, nr. 39, 24 septembrie 1964, p. 1 și L. Voita, „Drumul lui Rebreanu pe meridianele lumii”, în revista Steaua, anul XXI, nr. 11, 1 noiembrie 1970, p. 86.
3. ↑  Liviu Rebreanu menționează că Mărgărita Miller-Verghy și Cella Delavrancea i-au recomandat, într-o ședință a cenaclului Sburătorul, pe publicistele Simona Lahovary și Micaela Catargi drept cele mai potrivite traducătoare în limba franceză a Pădurii spânzuraților. În cele din urmă, prima traducere a romanului în limba franceză a fost realizată de publicista română B. Madeleine, care contribuia aproape zilnic cu articole la ziarele Dimineața și Adevărul, în colaborare cu scriitorul francez Léon Thevenin, și a apărut în 1932, la Paris. Prima versiune a traducerii a aapărut însoțită de o prefață a scriitorului francez André Bellessort, care conținea informații asupra situației naționalităților din Austro-Ungaria și îndeosebi a românilor. Publicistul român L. Voita considera că această versiune era „foarte fidelă” și „una din cele mai reușite”, fiind întrecută ca valoare de noua traducere a lui Constantin Borănescu-Lahovary, care a apărut în 1966, tot la Paris. Vezi L. Voita, „Drumul lui Rebreanu pe meridianele lumii”, în revista Steaua, anul XXI, nr. 11, 1 noiembrie 1970, pp. 84–86.

## Legături externe
- Bianca Sara, „Cum și-a transformat Liviu Rebreanu execuția fratelui său de pe front într-un roman tradus în opt limbi”, în Adevărul, 1 noiembrie 2013.